# Teodozja Dzieduszycka

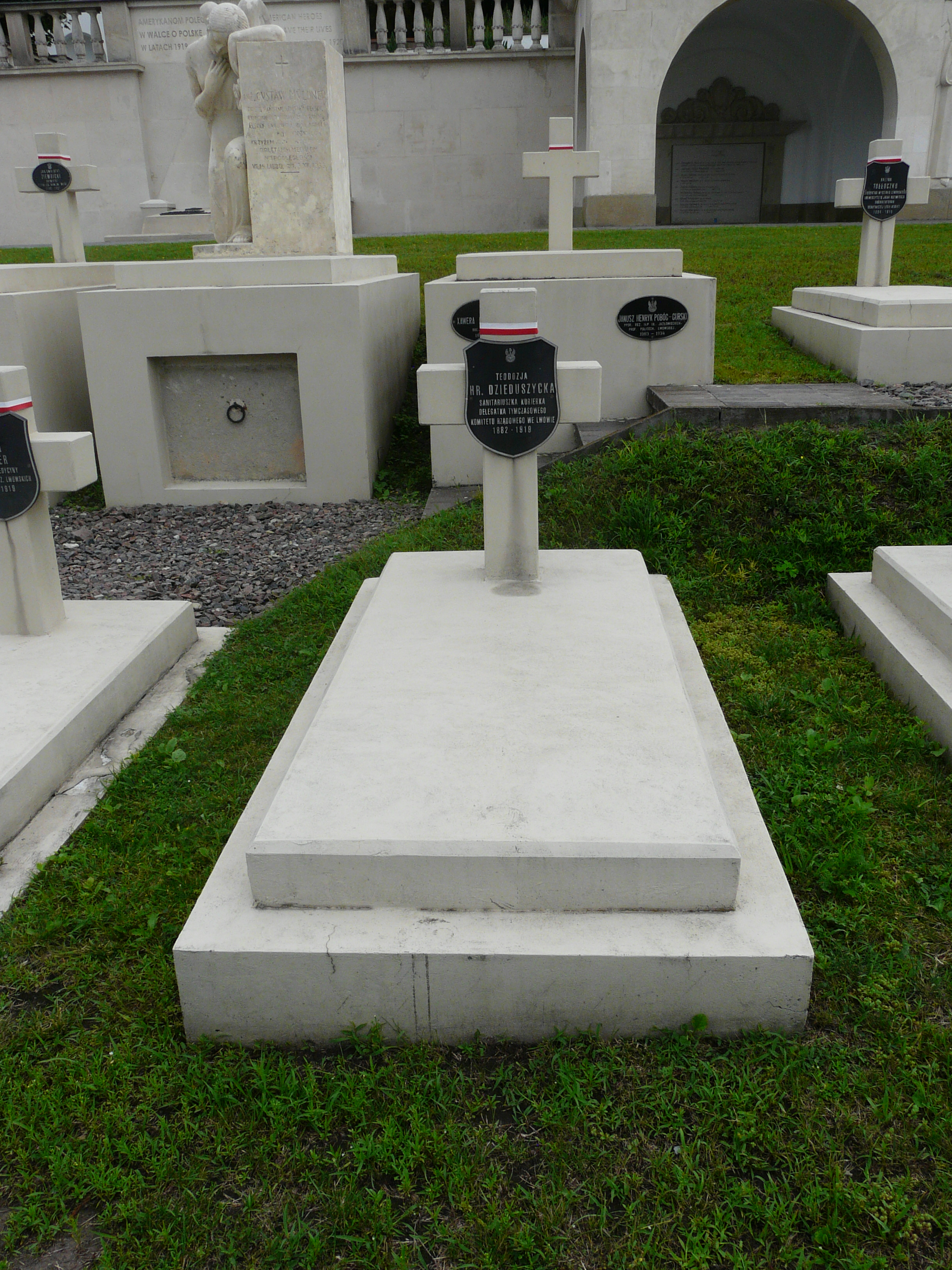
Grób Dzieduszyckiej we Lwowie

Teodozja Karolina Dzieduszycka z domu Smarzewska (ur. 1882 w Kobylej, zm. 8 marca 1919) – polska hrabina, malarka, sanitariuszka, kurierka, delegatka Tymczasowego Komitetu Rządowego we Lwowie.

## Życiorys
Była córką Aleksandra Smarzewskiego, dziedzica dóbr, i Anny baronówny Dulskiej. 30 kwietnia 1910 w kościele św. Marii Magdaleny we Lwowie wyszła za mąż za hrabiego Józefa Marię Kazimierza Dzieduszyckiego.
Zajmowała się malarstwem. Podczas wojny polsko-ukraińskiej była przełożoną sanitariuszek szpitala wojskowego. Wraz z Marią Opieńską i Marią Dulębianką, jako wysłanniczka Czerwonego Krzyża i delegatka Tymczasowego Komitetu Rządowego do zbadania położenia jeńców i internowanych w obozach ukraińskich, aby pomóc internowanym żołnierzom polskim, wyruszyła w niebezpieczną podróż do Stanisławowa, Kołomyi, Czortkowa, Mikuliniec, Tarnopola i Złoczowa. Podróż odbywały konno wśród zasp śnieżnych, w czasie niezwykle ostrych mrozów. Od chorych jeńców polskich zaraziły się tyfusem plamistym. Po powrocie do Lwowa witano je entuzjastycznie.
Zmarła 8 marca 1919. W jej pogrzebie uczestniczyli m.in. generał Tadeusz Rozwadowski, bryg. Czesław Mączyński i delegacja ukraińska z Lwem Hankewiczem. Została pochowana na Cmentarzu Obrońców Lwowa (kwatera I, miejsce 5).